# Annenaltar (St. Michael, Schwäbisch Hall)

Annenaltar oder „Sippenaltar“ (St. Michael, Schwäbisch Hall).

Der  Annenaltar  (auch als Sippenaltar bezeichnet) in der evangelischen Stadtpfarrkirche St. Michael in Schwäbisch Hall ist ein spätgotischer Schnitzaltar.
Das aus dem Jahr 1509 stammende Altarretabel befindet sich auf der Mensa der mittleren Chorkapelle. Im Schrein ist eine geschnitzte Figurengruppe der hl. Sippe im Hochrelief zu sehen, die aus der Werkstatt Hans Beuschers stammt. 
Im Mittelpunkt befinden sich die Figuren von Mutter Anna (rechts) und Tochter Maria (links). Maria reicht ihrer Mutter das Kind (fehlt). Die Jungfrau Maria trägt offenes Haar, während ihre Mutter Anna Kopftuch und Gebende trägt. Die beiden werden von den beiden anderen Töchtern Annas flankiert, auf der rechten Seite Maria Kleophas und Maria Salome auf der linken Seite. Hinter den vier Frauenfiguren befinden sich deren Ehemänner Zebedäus, Josef, Joachim, Kleophas und Alphäus.
Der linke Flügel zeigte den Einsiedler Paulus; seit 1907 fehlt diese Tafel. Auf dem rechten Flügel wird der hl. Antonius dargestellt. Die Predella zeigt das Schweißtuch der Veronika mit dem Gesicht Jesu.